# Piętki
Piętki – wieś w Polsce położona w województwie warmińsko-mazurskim, w powiecie ełckim, w gminie Kalinowo. Istnieją dwie miejscowości obok siebie o tej samej nazwie (administracyjnie niedawno zostały połączone). W okresie PRL-u jedna z nich była PGR-em a druga wsią rolniczą. Na terenie dawnego PGR-u przed II wojną światową był majątek ziemski. Przed II wojną światową jedna z nich nazywała się Blumental a druga Trentowsken. Od niedawna nie istnieje już PGR.
Na terenie wsi działa parafia Polskiego Kościoła Ewangelicko-Metodystycznego.
W latach 1975–1998 miejscowość administracyjnie należała do województwa suwalskiego.